# 趙秉鎔
赵秉镕（？—？），浙江人，清朝政治人物。供事出身。
赵秉镕曾于1859年接替廖秩玮任华亭县知县一职，1860年由马昌纶接任。1866年，接替鄭猗菉，擔任江蘇宜興縣知縣，后由陆鸿逵接任。